# سیارک ۲۷۰۷۲
سیارک ۲۷۰۷۲ (به انگلیسی: 27072 Aggarwal، نامگذاری:1998SS117)۲۷۰۷۲مین سیارک کشف شده‌است که در ۲۶ سپتامبر ۱۹۹۸ کشف شد.